# Materiali rinforzati con fibre a matrice polimerica
I Fiber Reinforced Polymers (o FRP o materiali fibrorinforzati a matrice polimerica o semplicemente materiali fibrorinforzati) costituiscono una vasta gamma di materiali compositi, costituiti da una matrice polimerica di natura organica con la quale viene impregnato un rinforzo in fibra continua con elevate proprietà meccaniche. Si distinguono dai compositi fibrorinforzati a matrice inorganica (FRCM), in cui la matrice inorganica, a base di cemento o di calce viene rinforzata con reti realizzate con fibre continue.
Sono il materiale ad oggi più utilizzato per gli interventi di miglioramento strutturale degli edifici esistenti: nell'area del cratere dell'Aquila, per esempio, i FRP sono stati utilizzati come tecnologia prevalente nel 58% degli interventi
L'uso degli FRP in Italia è regolamentato dal Consiglio Superiore dei LL.PP. (vedi di seguito il paragrafo relativo).

## Storia
Già nell'antichità si era capito che accoppiando diversi materiali fra di loro si ottenevano prodotti finiti con caratteristiche migliori: un esempio sono i mattoni realizzati con argilla e paglia essiccati al sole, utilizzati dalle civiltà della Mesopotamia.
Per avere i primi materiali compositi in FRP bisogna aspettare il XX secolo: infatti solo nei primi anni quaranta viene prodotto il primo manufatto (una barca) in vetroresina.
Negli anni sessanta compaiono le fibre di carbonio ad alta resistenza e di boro; mentre nei primi anni settanta vede la luce la fibra aramidica, con il nome commerciale di kevlar.

## Proprietà e vantaggi
Come tutti i materiali compositi, gli FRP hanno un comportamento anisotropo ed eterogeneo, ma mostrano un comportamento prevalentemente elastico lineare fino al collasso.
Questi materiali presentano diverse peculiarità, che variano in funzione della tipologia del singolo FRP e che ne determinano il campo di applicazione. Comunque tutti i prodotti fibrorinforzati presentano caratteristiche comuni quali:
- elevata leggerezza
- elevata resistenza meccanica
- elevate resistenza alla corrosione
- elevata coibenza termica
- elevate proprietà dielettriche e amagnetiche

## Comportamento statico
Le fibre hanno una elevata resistenza a trazione e rappresentano pertanto gli elementi resistenti del materiale fibrorinforzato.
Infatti, quando un materiale fibrorinforzato subisce uno sforzo assiale di trazione, gli sforzi veri e propri vengono assorbiti dalle fibre, mentre alla matrice polimerica si demanda il solo compito di distribuzione degli stessi fra le fibre, determinando così un'uniformità di sollecitazione tra queste.
La resina ha inoltre la funzione di protezione delle fibre dall'usura, nonché quella di assicurare un loro buon allineamento.
I materiali FRP sono caratterizzati da un comportamento perfettamente elastico lineare fino alla rottura.

## Tipologia della matrice polimerica
Negli FRP la matrice polimerica è normalmente costituita da resine di tipo termoindurente, generalmente resine epossidiche e più raramente in poliestere e in poliuretano.

## Tipologia delle fibre

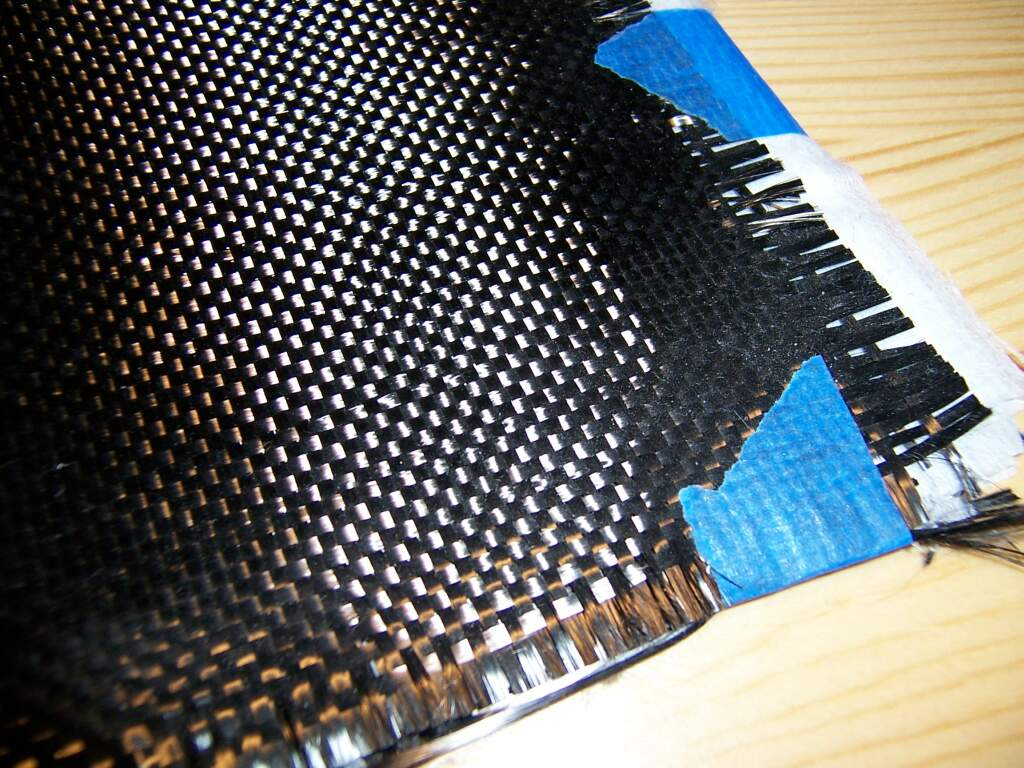
tessuto in fibra di carbonio per CFRP

Le fibre utilizzate per la produzione di FRP devono avere o alta resistenza meccanica o elevato modulo elastico, a seconda della problematica da affrontare.
Le più comuni sono di:
- carbonio: il materiale fibrorinforzato è conosciuto come CFRP (Carbon Fiber Reinforced Polymer). Le fibre possono essere:
  - ad alto modulo elastico: modulo elastico: 390 - 760 GPa; resistenza a trazione: 2400 - 3400 MPa;
  - ad alta resistenza: modulo elastico: 240 - 280 GPa; resistenza a trazione: 4100 - 5100 MPa;
- vetro[4]; il materiale fibrorinforzato viene denominato GFRP (Glass Fiber Reinforced Polymer) o, in italiano, PRFV (Poliestere Rinforzato con Fibra di Vetro). Le fibre di vetro possono essere;
  - tipo E: modulo elastico: 72 GPa; resistenza a trazione: 3445 MPa a temperatura ambiente[5]
  - tipo S: modulo elastico: 87 GPa; resistenza a trazione: 4890 MPa a temperatura ambiente[5]
- aramide (vedi kevlar): il materiale fibrorinforzato è noto come AFRP (Aramidic Fiber Reinforced Polymer). Tali fibre hanno: modulo elastico: 60 -180 GPa; resistenza a trazione: 3600 -3800 MPa.

Meno usate sono le fibre di boro e quelle ceramiche.
Le fibre sono costituite da filamenti continui molto sottili (diametro circa 10 µm) che commercialmente sono disponibili sotto varie forme, tra le quali le più comuni sono:
- singolo filamento (monofilament)
- fascio di filamenti o cavo di filatura (tow): formato da migliaia di filamenti paralleli fra di loro, assemblati senza torsione;
- filo o filato (spun yarn): ottenuto da migliaia di filamenti paralleli fra loro, assemblati mediante torsione;
- filo assemblato (roving): filo ottenuto assemblando senza torsione un certo numero di spun yarn, disposti parallelamente fra loro.

le fibre prima del loro utilizzo vengono trasformate in tessuti o pultrusi.

## Tessuti
Le fibre impiegate per il rinforzo della matrice polimerica possono venire trasformate in tessuti realizzati per mezzo di telai analoghi a quelli utilizzati nella realizzazione dei prodotti tessili tradizionali.
Dal punto di vista della configurazione geometrica si possono distinguere in:
tessuti monoassiali
- costituiti da fibre o fasci di fibre disposte tutte parallelamente (ordito) e tenute assieme da una trama di filamenti che possono essere dello stesso materiale delle fibre dell'ordito o, più spesso, da un materiale diverso (es. nylon o poliestere)
tessuti biassiali
- vengono ottenuti intrecciando fasci di fibre secondo due direzioni ortogonali. Possono essere realizzati utilizzando sia fibre dello stesso tipo nelle due direzioni che fibre di natura diversa (es. carbonio in una direzione e aramide nell'altra). In quest'ultimo caso il tessuto viene definito “ibrido”.
tessuti multiassiali
- vengono ottenuti disponendo le fibre secondo più direzioni variamente inclinate tra di loro. In commercio esistono tessuti triassiali, con fasci di fibre intessuti lungo tre direzioni inclinate di 120° l'una rispetto all'altra, e tessuti quadriassiali caratterizzati dalla presenza di quattro diversi ordini di fibre inclinati di 135° l'uno rispetto all'altro.
Oltre alla configurazione geometrica, un tessuto è caratterizzato dai seguenti parametri:
grammatura (g/m2);
larghezza (mm, cm, m);
sezione resistente unitaria (mm2/m);
resistenza a trazione (MPa);
modulo elastico (MPa);
allungamento a rottura (%).
i tessuti così ottenuti vengono impregnati in opera con le resine polimeriche.

## Elementi Pultrusi
La pultrusione (dall'inglese pultrusion: pull + extrusion) è il processo produttivo mediante il quale vengono realizzati alcuni manufatti in composito.

Tale tecnologia consiste in un processo di estrusione simile a quello utilizzato per la produzione dei laterizi durante il quale le fibre vengono tirate per garantir il loro perfetto allineamento prima di essere impregnate con la matrice polimerica.

Un impianto di pultrusione comprende di regola:
una stazione di svolgimento delle bobine di fibra continua;
una vasca per l'impregnazione delle fibre con la resina polimerica;
una stazione di formatura e stagionatura accelerata a caldo o a microonde per consentirne la rapida polimerizzazione;
un sistema di cingoli o ganasce che servono ad esercitare la forza di trazione e a consentire l'avanzamento del prodotto;
una stazione di taglio del prodotto finito nella lunghezza voluta.
Con pultrusione si realizzano esclusivamente manufatti a sezione costante e con fibre tutte orientate in un'unica direzione.

Pertanto con questa tecnologia si producono esclusivamente lamine, profilati e barre di varia forma e sezione.

Profilati pultrusi vengono, ad esempio, utilizzati in edilizia per la realizzazione di infissi.

## Applicazioni
In commercio è presente una vasta gamma di prodotti FRP in forma di lamine, nastri, tessuti, barre, profilati, utilizzati in vari settori quali:
- elettrico ed energetico: es. reti per la delimitazione e il confinamento di trasformatori, linee elettriche ad alta tensione, centrali e stazioni elettriche;
- industriale;
- dei trasporti (campo automobilistico, ferroviario, navale e aeroportuale, aerospaziale ecc.): es. reti per il rinforzo di manti stradali soggetti a traffico pesante;
- civile e in special modo nel campo delle costruzioni (strutture in muratura, calcestruzzo armato, c.a.p., metalliche e legno).

## Calcestruzzo rinforzato con FRP
I calcestruzzi rinforzati con FRP si ottengono associando alle strutture in calcestruzzo armato normale o precompresso tessuti, barre, lamine e nastri in materiale composito fibrorinforzato.
L'associazione dei due materiali in edilizia è utilizzata sempre più di frequente per il recupero di strutture esistenti, evitando così la demolizione delle stesse. Comunque i materiali FRP trovano impiego anche nella realizzazione di nuove costruzioni. 

### Recupero strutturale
I casi più frequenti sono: 
- ripristino della durabilità e della capacità portante (consolidamento) di strutture ammalorate;
- strutture per cui, nel corso della loro vita, sono variati i carichi accidentali di progetto;
- strutture staticamente non idonee a causa di errori di progettazione o realizzazione;
- adeguamento delle strutture a seguito di variazioni delle normative vigenti (es. normativa sismica);
- riparazioni di strutture a seguito di evento sismico.

In campo sismico, gli FRP permettono di aumentare la capacità portante e/o la duttilità di una struttura senza l'introduzione di nuove masse sismiche.

#### Tecnologie adottate
Le tecnologie più utilizzate per il recupero strutturale sono:
- manual lay up : è attualmente la tecnologia più diffusa, consiste nell'impregnare tessuti secchi unidirezionali o pluridirezionali direttamente in opera utilizzando resine epossidiche che hanno la funzione sia di matrice che di adesivo al substrato strutturale. Questa tecnologia può essere secondo due metodologie:
  - dry lay up - adatto per lavori ridotti, consiste essenzialmente in una prima fase in cui viene steso con un pennello o un rullo sul supporto in calcestruzzo un primer epossidico molto fluido che crea le migliori condizioni per l'adesione del tessuto, successivamente si applica il primo strato di tessuto con le fibre allineate lungo la direzione voluta e infine si impregna il tessuto mediante una resina epossidica fluida applicata anche questa con rullo o pennello. Con la stessa sequenza si applicano i successivi strati;
  - wet lay up - più idoneo all'esecuzione di lavori su grandi superfici., rispetto al metodo precedente, subito dopo aver steso il primer si applica il tessuto preventivamente tagliato nella misura desiderata e immerso direttamente in una vaschetta contenente la resina epossidica fluida.
- plate bonding o metodo di placcatura: consiste nell'incollaggio strutturale con resine epossidiche di lamine poltruse (generalmente di forma rettangolare) direttamente sul substrato, opportunamente livellato, delle membrature in calcestruzzo armato normale o precompresso da consolidare. Questo metodo si basa sul più classico beton plaque in cui le lamine utilizzate sono in acciaio (incollate e/o bullonate).
- Near Surface Mounted Bars o NSM: consiste nell'incollaggio strutturale con resine epossidiche di barre a base cilindrica o rettangolare poltruse. In questo caso si procede a creare nello spessore di calcestruzzo che costituisce il copriferro, apposite scanalature dove vengono posizionate le barre in FRP e successivamente incollate.

Le resine epossidiche utilizzate come adesivo garantiscono sia una ottima adesione fra il calcestruzzo e il materiale FRP che una adeguata trasmissione degli sforzi di taglio tra i due materiali senza che si manifestino pericolosi fenomeni viscosi che determinano scorrimenti relativi fra i due materiali.

#### Applicazioni principali
Per i consolidamenti e/o rinforzi strutturali la fibra più utilizzata è quella di carbonio (poliacrilonitrile) che garantisce elevate proprietà meccaniche.
I materiali fibro rinforzati devono essere utilizzati per lavorare esclusivamente a trazione, infatti:
- per il consolidamento di pilastri o colonne (in genere per elementi prevalentemente compressi) è molto utilizzata la tecnologia del wrapping che consiste del cerchiare o fasciare la membratura con nastri in FRP applicati sulla superficie della struttura con la tecnologia manual lay up. Infatti il confinamento del calcestruzzo ha lo scopo di incrementare la resistenza a rottura e la duttilità del conglomerato cementizio.
- per il consolidamento delle strutture inflesse quali le travi e i solai si utilizza frequentemente la tecnologia plate bolding , applicando le lamine poltruse in zona tesa in modo da sfruttare l'elevata resistenza a trazione del materiale composito[6]. Vengono utilizzati anche tessuti applicati in zona tesa con la tecnologia manual lay up. Inoltre con l'utilizzo dei tessuti si possono eliminare eventuali scompensi nei confronti del taglio mediante fasciatura delle testate delle travi sempre con tessuti applicati con la tecnologia manual lay up. Meno frequente è l'utilizzo di barre cilindriche poltruse applicate in zona tesa con la tecnologia near surface mounted bars

#### Rottura per delaminazione
Nella progettazione di una struttura inflessa in calcestruzzo armato rinforzato con FRP è necessario evitare il meccanismo di rottura per delaminazione.
Gli sforzi di trazione portati dal rinforzo vengono trasferiti alla struttura rinforzata attraverso sforzi di taglio trasmessi dalla resina utilizzata per l'incollaggio alla superficie in calcestruzzo. 
La rottura per delaminazione si innesca quando la struttura raggiunge la sua crisi prima del raggiungimento del suo stato limite ultimo a flessione e/o taglio, a seguito della perdita di aderenza fra il materiale composito e la superficie della membratura in calcestruzzo armato. 
Questo meccanismo di rottura è di tipo fragile e pertanto si manifesta in maniera improvvisa.
La rottura per delaminazione a seconda dei casi si può innescare:
- all'interno dell'adesivo;
- all'interno dello strato di rinforzo in FRP;
- all'interno del calcestruzzo con asportazione di lamine di conglomerato, dello spessore pari, normalmente, a pochi millimetri; ma in alcuni casi può interessare l'intero copriferro (peeling).

### Nuove costruzioni
Nel campo nelle nuove costruzioni i materiali FRP, non hanno avuto lo sviluppo sperato.
Questi materiali pur avendo una elevata leggerezza e resistenza meccanica in confronto ai classici materiali da costruzione presentano diversi limiti di applicazione:
- fragilità dei sistemi di connessione tra vari elementi; per ovviare a questo problema si stanno sviluppando adesivi sempre più performanti, al fine di sostituire giunture in materiale metallico, che fino a pochi anni fa sembravano essere l'unica alternativa possibile;
- impossibilità di lavorazione per ottenere pezzi speciali (realizzazione di staffe e ferri sagomati nelle strutture in c.a.);
- elevati costi.

Si è provato ad utilizzare dei profilati in FRP in sostituzione di quelli in acciaio per la realizzazione di carpenterie metalliche e delle barre in FRP in sostituzione della tradizionale armatura in acciaio (solo sotto forma di barre dritte o di reti di ripartizione dei carichi) per la realizzazione di struttura in calcestruzzo armato.

## Certificazione e Marcatura CE
I materiali FRP rientrano tra quelli previsti alla lettera c) del punto 11.1 delle vigenti Norme Tecniche per le Costruzioni, approvate con D.M. 17 gennaio 2018.
Possono essere utilizzati per il rinforzo di strutture i sistemi FRP che hanno ottenuto il Certificato di Verifica Tecnica (CVT) secondo le Linea Guida per la identificazione, la qualificazione ed il controllo di accettazione di compositi fibrorinforzati a matrice polimerica (FRP) da utilizzarsi per il consolidamento strutturale di costruzioni esistenti, pubblicate con Decreto del Presidente del Consiglio Superiore dei Lavori Pubblici n. 220 del 9 luglio 2015.
La suddetta linea guida comprende i sistemi di rinforzo FRP, realizzati mediante l'impiego di fibre lunghe e continue di vetro, carbonio o arammide, ed immerse in una matrice polimerica termoindurente mentre esclude le matrici polimeriche termoplastiche.

## Normativa di riferimento
- CNR DT 200/2004 Istruzioni per la Progettazione, l'Esecuzione ed il Controllo di Interventi di Consolidamento Statico mediante l'utilizzo di Compositi Fibrorinforzati.Materiali, strutture di c.a. e di c.a.p., strutture murarie.
- CNR DT 201/2005 Studi preliminari finalizzati alla redazione di Istruzioni relative a Interventi di Consolidamento Statico di Strutture Lignee mediante l'utilizzo di Compositi Fibrorinforzati.
- CNR DT 202/2005 Studi preliminari finalizzati alla redazione di Istruzioni relative a Interventi di Consolidamento Statico di Strutture Metalliche mediante l'utilizzo di Compositi Fibrorinforzati.
- CNR DT 203/2006 Istruzioni per la progettazione, l'esecuzione ed il controllo di strutture di calcestruzzo armato con barre di materiale composito fibrorinforzato.
- CNR DT 204/2006 Istruzioni per la Progettazione, l'Esecuzione ed il Controllo di strutture di calcestruzzo fibrorinforzato.
- EN 13706 Parts 1-3 Reinforced plastics composites - Specifications for pultruded profiles.
- Protezione Civile Linee guida per la riduzione della vulnerabilità di elementi non strutturali.
- Linea Guida per la identificazione, la qualificazione ed il controllo di accettazione di compositi fibrorinforzati a matrice polimerica (FRP) da utilizzarsi per il consolidamento strutturale di costruzioni esistenti, approvato con Decreto del Presidente del Consiglio Superiore dei Lavori Pubblici n. 220 del 9 luglio 2015